# Gain Clamping
Gain Clamping (engl., dt. Verstärkungs-Begrenzung) ist ein Begriff aus der Quantenoptik. Er beschreibt das Phänomen, dass im stationären Laserbetrieb (auch cw-Betrieb genannt) der Gain (dt. Verstärkung) des Lasermediums genau dem Schwellenwert für Laseroszillation entspricht. An diesem Schwellenwert entspricht die Verstärkung des Lichtfeldes exakt den Resonatorverlusten, welche vor allem durch die Resonatorspiegel bestimmt werden. Weitere, oft vernachlässigbare, Verlustmechanismen sind Streuung des Lichtfeldes innerhalb des Resonators sowie Absorption durch das Lasermedium. Ist stationärer Laserbetrieb erreicht, so würde auch eine beträchtliche Steigerung der Pumpleistung den Gain nicht weiter erhöhen. Beim Schwellenwert der Laserverstärkung ist die Intensität des Lichtfeldes innerhalb des Laserresonators konstant, da sich Verstärkung und Verluste gerade aufheben.
Gain Clamping entsteht durch Gain Saturation (engl., dt. Verstärkungssättigung) und lässt sich intuitiv wie folgt verstehen: Könnte man durch eine erhöhte Pumpleistung den Gain über den Schwellenwert hinaus erhöhen, so würde die Verstärkung den Wert der Resonatorverluste übersteigen. Dies würde zu einer exponentiellen Erhöhung der Laserintensität innerhalb des Resonators führen. Durch die erhöhte Intensität führt der Effekt der Verstärkungssättigung jedoch wiederum zu einer Erniedrigung des Gains bis zurück auf den Schwellenwert.
Im Laserbetrieb kann der eben beschriebene Mechanismus zu Relaxationsschwingungen führen.